# Bateria wodociągowa

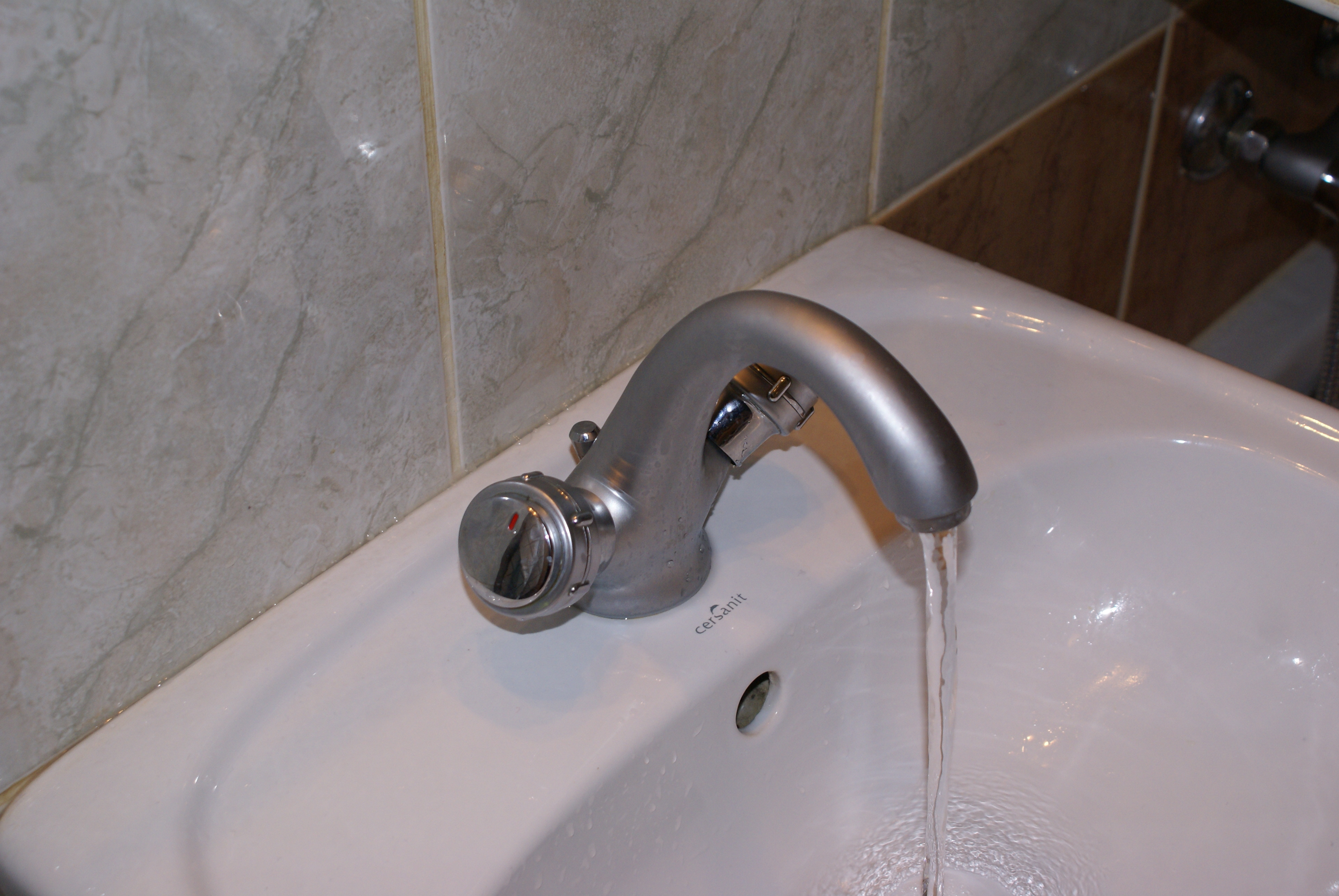
Bateria łazienkowa

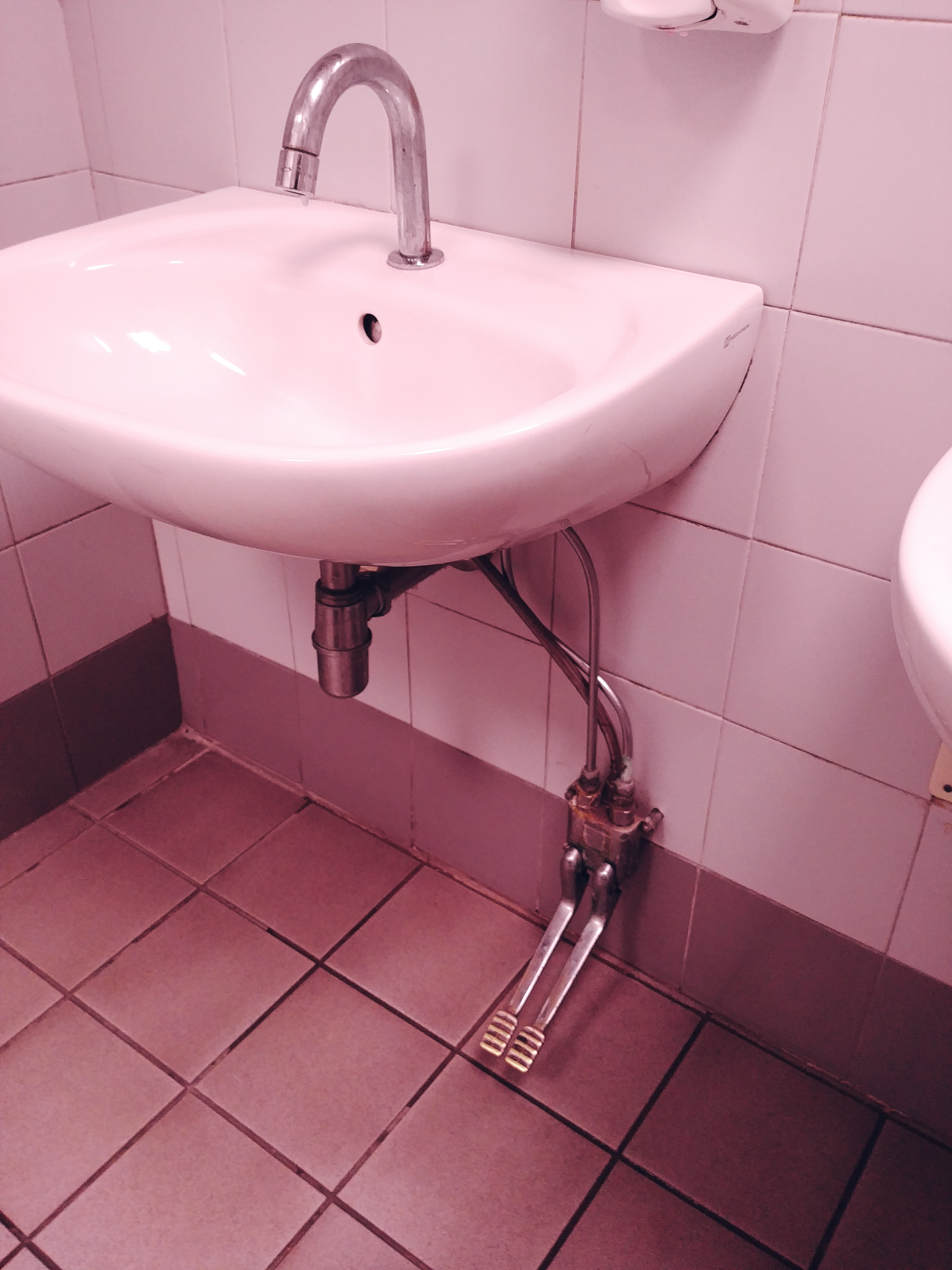
Bateria nożna

Bateria wodociągowa – system (zwykle dwóch) zaworów, stanowiących całość, służących do zasilania w wodę bieżącą urządzeń sanitarnych będących wyposażeniem łazienki, kuchni lub pralni. Służących również do regulacji nasilenia wypływu, oraz temperatury wody (mieszanie wody gorącej z zimną w jednym strumieniu).

## Baterie – sposoby podziału
Podział funkcjonalny:
- Bateria umywalkowa
- Bateria wannowa
- Bateria wannowo-umywalkowa
- Bateria wannowo-prysznicowa (bateria wannowo-natryskowa)
- Bateria prysznicowa (bateria natryskowa)
- Bateria bidetowa
- Bateria zlewozmywakowa (bateria kuchenna)

Podział ze względu na sposób montażu:
- Bateria ścienna
- Bateria stojąca (bateria sztorcowa)

Podział ze względu na zastosowanie:
- Bateria łazienkowa
- Bateria kuchenna
- Bateria specjalna (bateria lekarska, bateria dla niepełnosprawnych)

Podział ze względu na sposób mieszania i uruchamiania wypływu wody, wyrażający się między innymi rodzajem zastosowanych zaworów:
- Bateria dwuuchwytowa, może być z zawór klasyczny lub zawór ceramiczny (1/4 lub 1/2 obrotu)
- Bateria jednouchwytowa (bateria mieszaczowa, bateria mieszakowa)
- Bateria termostatyczna
- Bateria elektroniczna (bateria bezdotykowa)
- Bateria czasowa (bateria przyciskowa, bateria z określonym czasem wypływu)

Podział ze względu liczbę otworów potrzebnych do zamontowania baterii:
- Bateria jednootworowa
- Bateria dwuotworowa
- Bateria trzyotworowa
- Bateria czterootworowa
- Bateria pięciootworowa

Dwa ostatnie rodzaje dotyczą tylko baterii wannowo-prysznicowych. Baterii, do których potrzeba zamontować więcej niż 5 otworów, nie spotyka się.